# وولفگانگ مینیگ
وولفگانگ مینیگ (انگلیسی: Wolfgang Maennig؛ زادهٔ ۱۲ فوریه ۱۹۶۰) قایقران روئینگ اهل آلمان بود.
وی در مسابقات کشوری و بین‌المللی در مجموع برندهٔ ۱ مدال طلا شده‌است.